# Common Log Format
Common Log Format (CLF) je standardní textový formát, který používají webové (a některé další, např. FTP) servery pro uchovávání logů (přístupových záznamů). Tento formát používá (či umožňuje používat jako jednu z variant) mnoho serverů a podporuje ho většina analytických nástrojů.

## Formát
Log ve formátu CLF je textový soubor, ve kterém každý řádek popisuje jeden obsloužený HTTP požadavek. Na řádku je uvedeno několik údajů, pomlčka „-“ označuje chybějící údaj. Formát řádku je:
klient ident uživatel [datum] "požadavek" status délka
Přičemž:
- klient je IP adresa (nebo doménové jméno) klienta (vzdáleného počítače), který požadavek zaslal
- ident je identita klienta zjištěná pomocí protokolu ident (dnes se zpravidla nepoužívá a zůstává zde „-“)
- uživatel je uživatelské jméno autentizovaného uživatele, který požadavek poslal
- datum je datum a čas, kdy server dokončil zpracování požadavku
- požadavek je HTTP požadavek obsahující metodu (nejčastěji GET či POST) a příslušný zdroj (jméno souboru)
- status je kód výsledného HTTP statusu
- délka je délka odpovědi serveru v bajtech

Příklad:
```
10.152.11.92 - frank [10/Oct/2000:13:55:36 -0700] "GET /apache_pb.gif HTTP/1.0" 200 2326
```

- 10.152.11.92 – IP adresa klienta
- - – bez identifikátoru
- frank – uživatelské jméno autentizovaného uživatele
- 10/Oct/2000:13:55:36 -0700 – přesný datum a čas (včetně časového pásma)
- GET /apache_pb.gif HTTP/1.0 – HTTP požadavek; metodou GET protokolu HTTP verze 1.0 byl požadován dokument /apache_pb.gif
- 200 – požadavek byl úspěšně splněn (status 200 OK)
- 2326 – požadovaný soubor měl délku 2326 bajtů

## Rozšíření
Některé novější servery v zásadě převzaly formát CLF, ale přidaly k němu další položky.

### Combined Log Format
Tento formát k řádce původního formátu přidává dvě nová pole, obsahující adresu odkazující stránky a identifikaci internetového prohlížeče (resp. obecně programu, který serveru poslal požadavek). Tedy například:
```
10.152.11.92 - frank [10/Oct/2000:13:55:36 -0700] "GET /apache_pb.gif HTTP/1.0" 200 2326 "http://www.example.com/start.html" "Mozilla/4.08 [en] (Win98; I ;Nav)"
```

### Extended Log Format
Extended Log Format je na rozdíl od CLF flexibilní; základní princip formátu zůstal stejný, ale sada zaznamenávaných informací se může lišit, přičemž se definice těchto informací zaznamenává přímo do souboru. Soubor totiž může kromě řádků reprezentujících obsloužené požadavky obsahovat i řídicí řádky uvozené znakem „#“. Velmi jednoduchým příkladem může být soubor
```
#Version: 1.0
#Date: 12-Jan-1996 00:00:00
#Fields: time cs-method cs-uri
00:34:23 GET /foo/bar.html
12:21:16 GET /foo/bar.html
12:45:52 GET /foo/bar.html
12:57:34 GET /foo/bar.html
```

Zde je vidět hlavička s verzí použitého formátu a definicí velmi stručného protokolu a poté čtyři zaznamenané požadavky.